# Vela de molí
Una vela de molí és un tros de tela resistent, de prou amplada i llargada per a estendre's de cap a cap de cadascuna de les antenes de l'aspa del molí de vent. Serveix per augmentar-ne l'impuls, millorant així la captació de l'energia eòlica. Són fetes d'una tela robusta, amb bagues metàl·liques per les quals les cordes passen per fixar-les. Com són sotmeses a forces fortes, tradicionalment, el moliner aprofitava dies amb poc vent, per reparar-les, un ofici quasi perdut.
Les veles es treuen per no fer malbé al molí quan el vent és massa fort o també quan hi ha vent i no cal energia. Com que els aerogeneradors tenen antenes plenes, un sistema automàtic atura el molí i torna les antenes en posició de «ploma» o «vela», en la qual ofereixen menys superfície al vent.

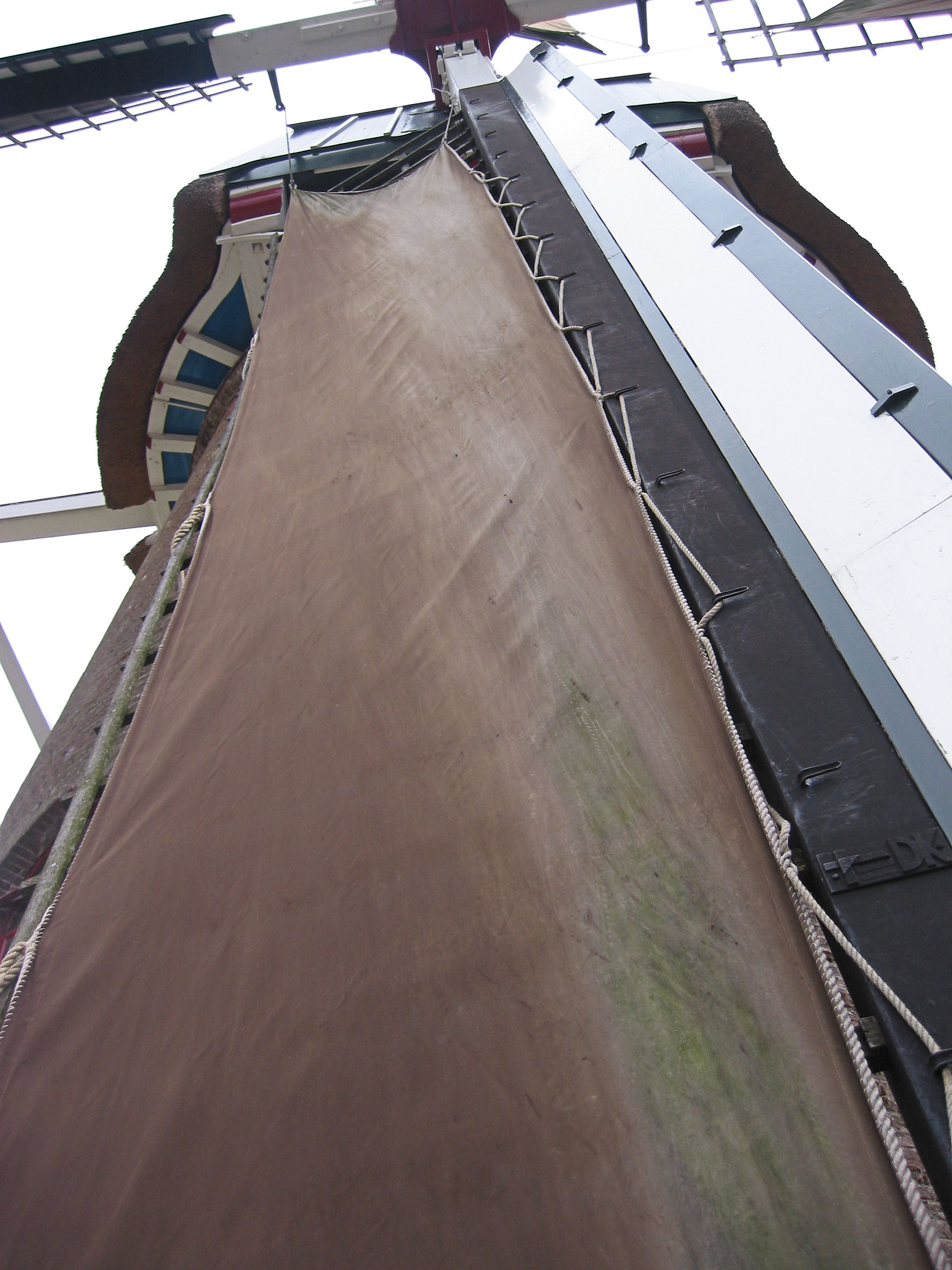
Vela rectangular d'un molí dels Països Baixos
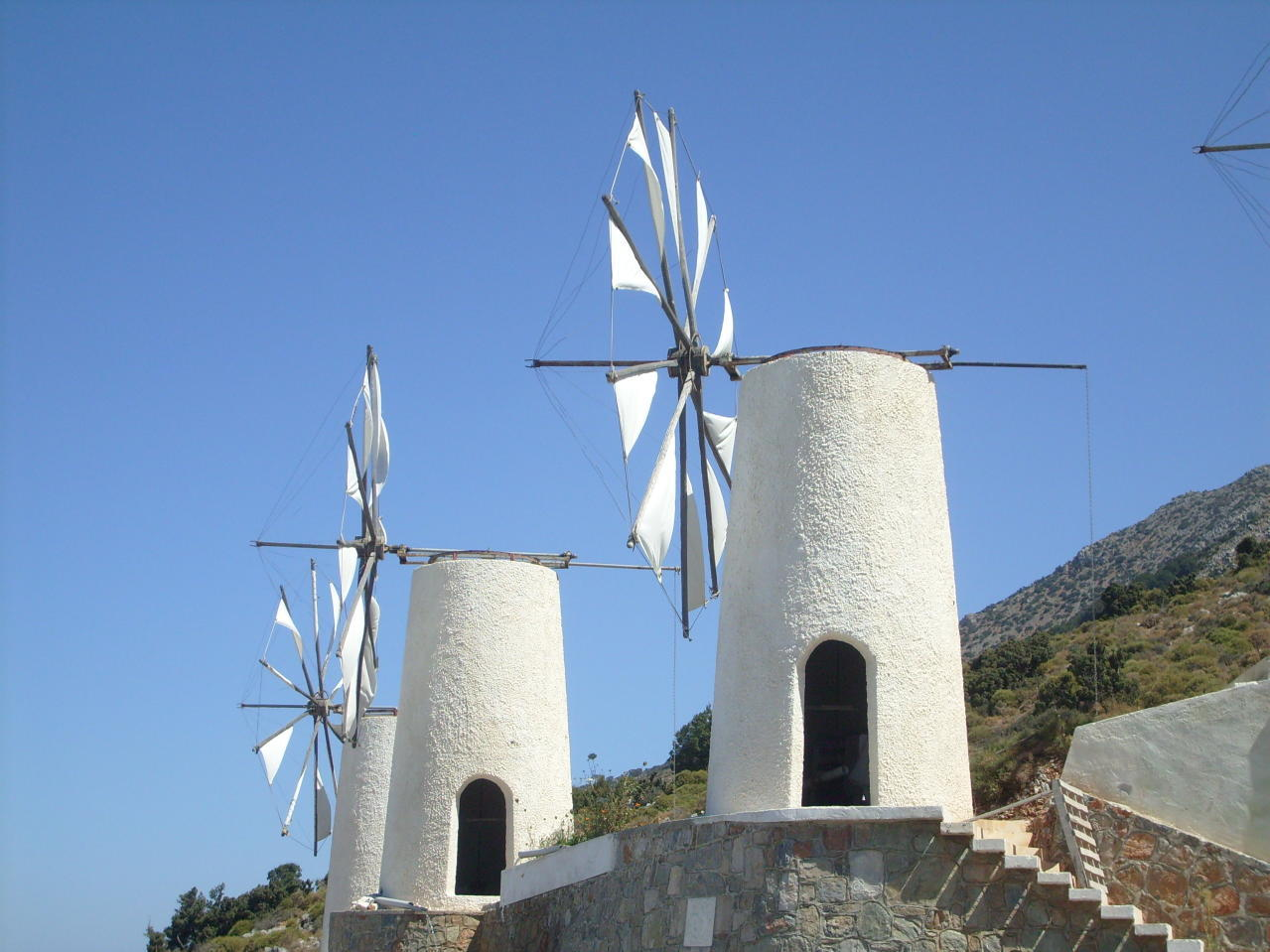
Molins de Creta (Grècia) amb veles triangulars
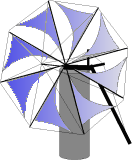
Esquema d'un molí mallorquí
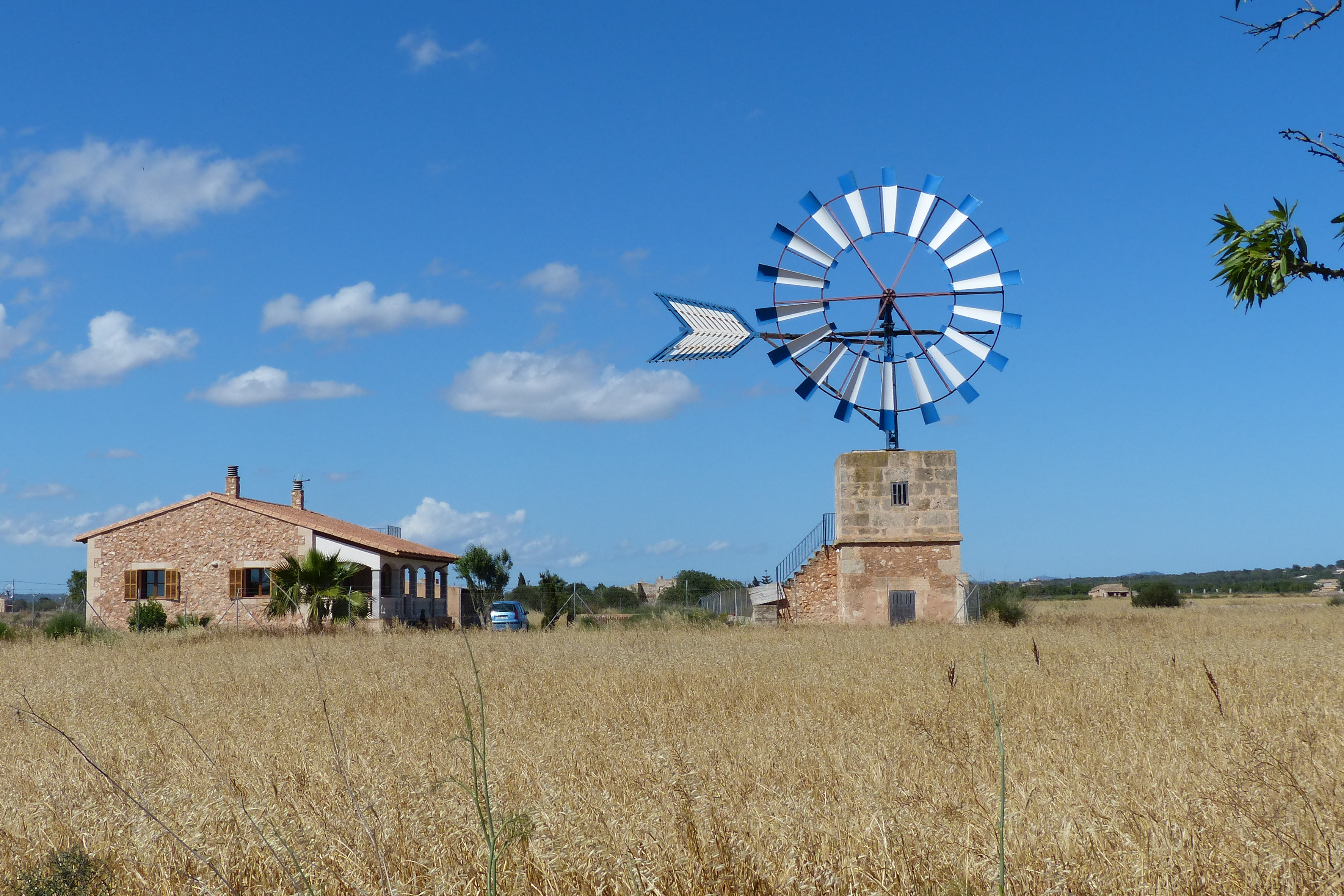
Molí el Palmer (Mallorca) modernitzat amb veles de compòsit